# Domonkos Sámuel
Domonkos Sámuel (? – 1818) főügyész, táblabíró
Abaúj vármegye főügyésze és táblabírája volt. Temetése 1818. július 26-án volt Korláton. 
Nyomtatásban megjelent munkái:
1. Az t. n. abaujmegyei fel ülő nemes sereg kapitány auditora D. S. úrnak felelete, melyet ezen vármegye főnótáriusa Selyebi Tiszta Ferencz úrnak, a fel ülő nemes sereg meg hiteltetésének alkalmatosságával élő szóval mondott beszédére tett 1797-ben. Kassa.
2. Az t. n. Abauj vármegyei vitézlő nemes sereg kapitány auditora D. S. úrnak azon nemes seregnek 1798. eszt. boldogasszony havának 12. napján lett eloszlásával közre adott vég bucsú vétele. Kassa, 1798.